# Chrysopilus birmanensis
Chrysopilus birmanensis är en tvåvingeart som beskrevs av Enrico Adelelmo Brunetti 1920. Chrysopilus birmanensis ingår i släktet Chrysopilus och familjen snäppflugor.
Artens utbredningsområde är Myanmar. Inga underarter finns listade i Catalogue of Life.